# Serguei Grinkov
Serguei Mikhàilovitx Grinkov (rus: Серге́й Миха́йлович Гринько́в: Серге́й Миха́йлович Гринько́в, 4 de febrer de 1967 — 20 de novembre de 1995) fou un patinador per parelles rus. Juntament amb la seva companya i muller, Iekaterina Gordéieva, va ser campió olímpic en dues ocasions, el 1988 i el 1994, i quatre vegades campió del món.

## Biografia

### Vida personal
Serguei Grinkov va néixer a Moscou. Els seus pares eren Anna Filípovna Grinkova i Mikhaïl Kondràtievitx Grinkov. També tenia una germana gran, Natàlia Mikhàilovna Grinkova. Es va casar amb Gordéieva l'abril de 1991; primer en un casament estatal, el 20 d'abril, i després per l'església, el 28 del mateix més. L'11 de setembre de 1992 la parella va tenir una filla, Dària "Daixa" Serguéievna Grinkova, a Morristown (Nova Jersey). Després dels Jocs Olímpics d'Hivern de 1994 van marxar a viure a Simsbury, Connecticut. Daria va començar a patinar amb 9 anys, apareixent amb la seva mare en diversos espectacles de patinatge entre el 2003 i el 2007, però va deixar-ho aquell any per seguir amb altres interessos. El pare de Grinkov va morir per culpa d'una malaltia coronària el 1991. La seva mare va morir l'any 2000 a Moscou.

### Carrera
Grinkov va començar a patinar amb 5 anys, moment en què va entrar a l'Escola d'Esports per Nens i Joves del CSKA a Moscou. Com que Grinkov no era un patinador potent a nivell individual, el seu entrenador va decidir provar-lo en el patinatge per parelles i, l'any 1981, amb 14 anys, el va emparellar amb Iekaterina Gordéieva, d'11 anys, i provinent del Club Exèrcit Roig Central (CSKA) de Moscou, entrenada per Vladímir Zakhàrov.
La parella va guanyar el Campionat del Món Júnior de 1985, disputat a Colorado Springs. L'any següent aconseguien imposar-se en el primer dels seus quatre Campionats Mundials de Patinatge Artístic sobre Gel. El 1987 tornarien a emportar-se aquest títol, i el 1988 aconseguirien la medalla d'or als Jocs Olímpics d'Hivern de 1988 de Calgary (Alberta). Després d'una caiguda en el programa llarg, van quedar-se amb la plata al Campionat del Món de 1988, però van recuperar l'or l'any següent, èxit que aconseguirien defensar en els següents, l'any 1990. A finals d'aquell any es convertirien en patinadors professionals, i el 1991 van aconseguir el seu primer títol mundial professional, èxit que repetirien el 1992 i el 1994.
Gordéieva i Grinkov van imposar-se pràcticament en cada competició de la que van prendre part. En les 31 competicions en què van participar a nivell sènior i professional, van acabar en primera posició en 24 ocasions, sortint del podi en només una ocasió; des del moment en què van guanyar el seu primer Campionat del Món, mai més van caure més enllà de la plata, aconseguint l'or en totes elles menys en quatre. Són una de les poques parelles de la història en aconseguir un quàdruple twist lift en competició internacional, fent-ho en el Campionat del Món de 1987. Aquell any també aconseguiren fer-ho en els campionats europeus, però a causa d'un problema amb la bota de Grinkov, així com un malentès sobre les regles, foren desqualificats d'aquell esdeveniment (l'àrbitre els va fer parar, arribant fins i tot a apagar la música, tot i que ells no van parar de patinar). La temporada següent fou el primer any en què feren una gira amb el grup Estrelles sobre gel. Van patinar pels Estats Units i el Canadà entre novembre de 1991 i l'abril de 1992. Poc després del naixement de la seva filla, la parella tornava a estar sobre el gel per preparar-se per la següent temporada de les Estrelles sobre gel, que va debutar el novembre i es va allargar fins a l'abril de 1993.

El 1994, Gordéieva i Grinkov van aprofitar el canvi en la regla de l'one-time, que permetia als patinadors professionals participar en els Jocs Olímpics. Així, el 1994 van aconseguir la seva segona medalla d'or en uns Jocs Olímpics, en la competició celebrada a Lillehammer, Oppland, Noruega. Posteriorment van retornar al patinatge professional als Estats Units. La temporada 1994-95 van tornar a participar en la gira d'Estrelles sobre gel, ara com a caps de cartell. El desembre d'aquell any van aconseguir els seus tercers Campionats del Món com a professionals, aconseguint deu 10 en les puntuacions del jurat (la seva nota més baixa, a la competició, fou un 9.9). 
La parella era coneguda pel seu lliscar tranquil sobre el gel: "Grinkov i Gordéieva tenien quelcom d'especial que era més fàcilment apreciat en persona. No feien soroll quan patinaven. Els seus moviments eren tan fluids que les seves fulles xiuxiuejaven sobre el gel, més que rascar-lo."

### Mort
El 20 de novembre de 1995 Grinkov es va desmaiar i va morir a causa d'un atac de cor violent a Lake Placid, Nova York. Gordéieva i ell estaven practicant de cara a la nova temporada de les Estrelles sobre gel. Els metges van trobar que les artèries coronàries estaven molt col·lapsades (fins al punt que la seva obertura arterial era de la mida d'una agulla), fet que va provocar l'atac de cor; l'autòpsia va revelar, a més, que tenia un factor de risc genètic enllaçat amb atacs de cor prematurs. Aquest factor de risc s'anomena variant PLA-2, així com "Factor de risc Grinkov". Grinkov tenia 28 anys quan va morir, mentre que la seva muller en tenia 24 i la seva filla, 3.

## Cita
“El nostre honor depén de la nostra honradesa.” — Sovetskiy Esport (15 d'abril de 1987).

En rus: “Наша честь зависит от нашей честности.” — Советский спорт от 15 апреля 1987 года.

## Palmarès
- Medalla d'or als Jocs Olímpics (patinatge per parelles) (2): 1988 i 1994